# Chulalongkorn-universiteit
De Chulalongkorn Universiteit is de oudste universiteit van Thailand en wordt beschouwd als een van de meest prestigieuze van het land. De universiteit heeft 18 faculteiten en meerdere scholen en instituten. Door haar strenge selectie trekt de universiteit topstudenten uit het hele land aan. Chulalongkorn is vernoemd naar Rama V, en werd op 26 maart 1917 opgericht door zijn zoon en opvolger, Rama VI, door het combineren van de opleiding voor de kinderen van de koninklijke familie en de Medische hogeschool.

## Faculteiten
| - Gezondheidswetenschappen - Architectuur - Kunsten - Bedrijfskunde en Boekhouding - Communicatiewetenschappen - Tandheelkunde - Economische Wetenschappen - Onderwijs - Techniek - Schone en Toegepaste Kunsten | - Rechten - Geneeskunde - Verpleegkunde - Farmacie - Politicologie - Psychologie - Exacte wetenschappen - Diergeneeskunde - Postdoctorale opleiding - Sportwetenschappen |